# ازدحام دورگه

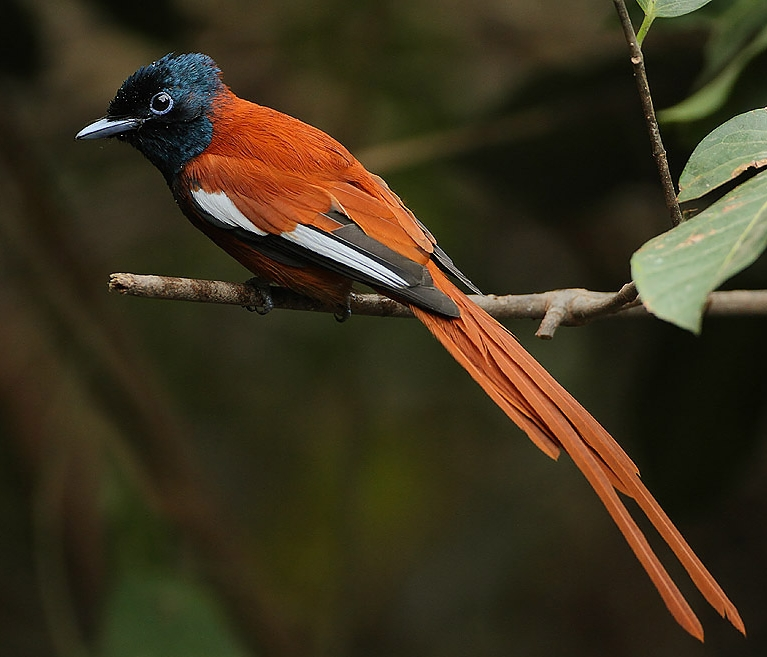

ازدحام دورگه یا ازدحام هیبرید (به انگلیسی: Hybrid swarm)، جمعیتی از دورگه‌ها است که فراتر از نسل دورگه اولیه، با آمیختگی بین افراد دورگه و تلاقی با انواع والدین خود، زنده مانده‌اند. چنین جمعیتی بسیار متغیر هستند، با ویژگی‌های ژنتیکی و فنوتیپی افراد که به‌طور گسترده بین دو نوع والدین متفاوت است. بنابراین، ازدحام‌های دورگه مرز بین گونه‌های والد را محو می‌کند. تعریف دقیق اینکه کدام جمعیت را می‌توان به عنوان ازدحام دورگه طبقه‌بندی کرد، متفاوت است، برخی به سادگی مشخص می‌کنند که همه اعضای یک جمعیت باید دورگه باشند، در حالی که برخی دیگر در این که آیا همه اعضا باید سطح دورگه‌زایی یکسان یا متفاوتی داشته باشند، متفاوت هستند.